# Ischiopsopha bonnetblanc
Ischiopsopha bonnetblanc är en skalbaggsart som beskrevs av Allard 1995. Ischiopsopha bonnetblanc ingår i släktet Ischiopsopha och familjen Cetoniidae. Inga underarter finns listade i Catalogue of Life.